# 在日スウェーデン人
在日スウェーデン人（ざいにちスウェーデンじん）は、日本に一定期間在住するスウェーデン国籍の人々である。

## 統計
日本の法務省の在留外国人統計によると、2023年12月末時点で在日スウェーデン人は1,871人である。
在留資格別（5位まで）
| 順位 | 在留資格                 | 人数 |
| ---- | ------------------------ | ---- |
| 1    | 永住者                   | 420  |
| 2    | 留学                     | 370  |
| 3    | 日本人の配偶者等         | 349  |
| 4    | 技術・人文知識・国際業務 | 312  |
| 5    | 特定活動                 | 137  |

都道府県別（4位まで）
| 順位 | 都道府県 | 人数 |
| ---- | -------- | ---- |
| 1    | 東京     | 859  |
| 2    | 神奈川   | 197  |
| 3    | 大阪     | 84   |
| 4    | 埼玉     | 83   |

## 著名人
- ヤンニ・オルソン
- フレドリック・ユングベリ
- オーサ・イェークストロム
- マリア・パパドプール
- 三遊亭好青年